# شرف‌الدین حلی
شرف‌الدین ابوالوفاء، راجح بن اسماعیل اسدی شهرت‌یافته به شرف‌الدین حلی (؟ - ۱۲۳۰م) شاعر مدح‌سرای عراقی بود.